# 宇智郡
- 令制国一覧 > 畿内 > 大和国 > 宇智郡
- 日本 > 近畿地方 > 奈良県 > 宇智郡

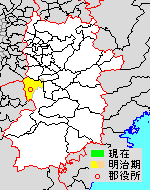
奈良県宇智郡の範囲（薄黄：後に他郡に編入された区域）

宇智郡（うちぐん）は、奈良県（大和国）にあった郡。

## 郡域
1880年（明治13年）に行政区画として発足した当時の郡域は、下記の区域にあたる。
- 五條市の一部（西吉野町各町・大塔町各町および畑田町の一部を除く）
- 吉野郡大淀町の一部（佐名伝）

## 歴史

### 古代

#### 郷
『和名類聚抄』に記される郡内の郷。
- 阿陁
- 賀美
- 那珂
- 資母

#### 式内社
『延喜式』神名帳に記される郡内の式内社。
| 神名帳              | 神名帳                                        | 神名帳 | 神名帳 | 比定社           | 比定社                 | 比定社 | 集成 |
| 社名                | 読み                                          | 格     | 付記   | 社名             | 所在地                 | 備考   | 集成 |
| ------------------- | --------------------------------------------- | ------ | ------ | ---------------- | ---------------------- | ------ | ---- |
| 宇智郡 11座（並小） |                                               |        |        |                  |                        |        |      |
| 宇智神社            | ウチノ                                        | 小     |        | 宇智神社         | 奈良県五條市今井町     |        |      |
| 阿陀比売神社        | アタヒメノ                                    | 小     |        | 阿陀比売神社     | 奈良県五條市原町       |        |      |
| 荒木神社            | アラキノ                                      | 小     |        | 荒木神社         | 奈良県五條市今井町     |        |      |
| 丹生川神社          | ニフカハノ                                    | 小     |        | 丹生川神社       | 奈良県五條市丹原町     |        |      |
| 二見神社            | フタミノ                                      | 小     |        | 二見神社         | 奈良県五條市二見町     |        |      |
| 宮前霹靂神社        | ミヤサキノナルカミノ -サクイカツチ ハタタガミ | 小     |        | 宮前霹靂神社     | 奈良県五條市西久留野町 |        |      |
| 火雷神社            | ホノイカツチノ                                | 小     |        | 火雷神社         | 奈良県五條市御山町     |        |      |
| 高天岸野神社        | タカマキシノ                                  | 小     | 鍬     | 高天岸野神社     | 奈良県五條市北山町     |        |      |
| 落杣神社            | ヲチソマノ オ-                                | 小     | 鍬     | 落杣神社         | 奈良県五條市黒駒町     |        |      |
| 高天山佐太雄神社    | タカマノヤマサタヲノ                          | 小     | 鍬     | 高天山佐太雄神社 | 奈良県五條市大沢町     |        |      |
| 一尾背神社          | ヒトヲセノ                                    | 小     |        | 一尾背神社       | 奈良県五條市北山町     |        |      |
| 凡例を表示          |                                               |        |        |                  |                        |        |      |

### 近世
「旧高旧領取調帳」に記載されている明治初年時点での支配は以下の通り。幕府領は五條代官所が管轄。○は村内に寺社除地が存在。（60村）
| 知行   | 知行           | 村数 | 村名 |
| ------ | -------------- | ---- | --- |
| 幕府領 | 幕府領         | 28村 | 五條村、須恵村、近内村、大島村、出屋敷村、中村、佐名伝村、木ノ原村、新田村、南阿田村、小和村、新町村、樫辻村、西阿田村、釜窪村、二見村、岡村、上之村、六倉村、大沢村、山田村、居伝村、○湯谷市塚村、原村、今井村、東阿田村、上中村、○下中村   |
| 幕府領 | 旗本領         | 28村 | 犬飼村、畑田村、相谷村、三在村、西河内村、久留野村、○西久留野村、住川村、小山村、宇野村、小島村、大津村、○黒駒村、火打村、田殿村、八田村、大野村、○丹原村、生子村、大深村、山陰村、下之村、北山村、○車谷村、○霊安寺村、島野村、滝村、○野原村 |
| 幕府領 | 幕府領・旗本領 | 4村  | 上野村、表野村、御山村、○牧村 |

### 近現代

#### 町村制以前
- 慶応4年
  - 2月5日（1868年2月27日）[5] - 幕府領が奈良府の管轄となる。
  - 5月21日（1868年7月10日） - 寺社領・旗本領が奈良府の管轄となる。
  - 7月29日（1868年9月15日） - 奈良府が改称して奈良県（第1次）となる。
- 明治3年（61村）
  - 2月27日（1870年3月28日） - 全域が五條県の管轄となる。
  - 阿田峰高原より大野新田が起立。
- 明治4年11月22日（1872年1月2日） - 第2次府県統合により、全域が奈良県の管轄となる。
- 明治初年 - 岡村が分割して上岡村・南岡村となる。（62村）
- 明治9年（1876年）
  - 4月18日 - 第2次府県統合により堺県の管轄となる。
  - 上中村・下中村が合併して中之村となる。（61村）
- 明治10年代 - 新田村が改称して阪合部新田となる。
- 明治11年（1878年） - 上岡村・南岡村が合併して岡村となる。（60村）
- 明治13年（1880年）4月15日 - 郡区町村編制法の堺県での施行により、行政区画としての宇智郡が発足。五條村に「五條郡役所」が設置され、吉野郡とともに管轄したが、まもなく「宇智吉野郡役所」に改称。
- 明治14年（1881年）2月7日 - 大阪府の管轄となる。
- 明治20年（1887年）11月4日 - 奈良県（第2次）の管轄となる。

#### 町村制以降

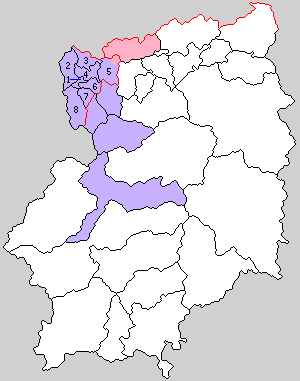
1.五條町 2.牧野村 3.北宇智村 4.宇智村 5.阿太村 6.野原村 7.南宇智村 8.阪合部村（紫：五條市 赤：吉野郡大淀町）

- 明治22年（1889年）4月1日 - 町村制の施行により、以下の町村が発足。特記以外は全域が現・五條市。（1町7村）
  - 五條町 ← 五條村、須恵村、新町村、二見村、大島村
  - 牧野村 ← 中之村、上之村、北山村、大沢村、木ノ原村、畑田村、下之村、釜窪村、和歌山県伊都郡真土村［一部］
  - 北宇智村 ← 近内村、小和村、住川村、久留野村、居伝村、西久留野村、小山村、西河内村、出屋敷村
  - 宇智村 ← 今井村、岡村、三在村、宇野村、小島村、六倉村
  - 阿太村 ← 佐名伝村（現・吉野郡大淀町）、東阿田村、西阿田村、山田村、原村、大野新田、島野村、湯谷市塚村、車谷村、滝村、南阿田村、八田村（現・五條市）
  - 野原村 ← 野原村、牧村
  - 南宇智村 ← 霊安寺村、御山村、丹原村、生子村
  - 阪合部村 ← 相谷村、上野村、犬飼村、阪合部新田、中村、黒駒村、大野村、樫辻村、山陰村、表野村、火打村、大津村、田殿村、大深村
- 明治24年（1891年）9月24日 - 阿太村が分割され、一部（佐名伝・東阿田・西阿田・山田・原・大野新田）に大阿太村が、残部（島野・湯谷市塚・車谷・滝・南阿田・八田）に南阿太村がそれぞれ発足。（1町8村）
- 明治30年（1897年）8月1日 - 郡制を施行。郡役所が五條町に設置。
- 大正12年（1923年）4月1日 - 郡会が廃止。郡役所は存続。
- 大正15年（1926年）7月1日 - 郡役所が廃止。以降は地域区分名称となる。
- 昭和3年（1928年）11月3日 ‐ 野原村が町制施行して野原町となる。（2町7村）
- 昭和27年（1952年）7月1日 ‐ 大阿太村の一部（佐名伝）が吉野郡大淀町に編入。
- 昭和32年（1957年）10月15日 ‐ 五條町・牧野村・北宇智村・宇智村・大阿太村・南阿太村・野原町・阪合部村が合併して五條市が発足し、郡より離脱。（1村）
- 昭和34年（1959年）1月1日 ‐ 南宇智村が五條市に編入。同日宇智郡消滅。

#### 変遷表
| 明治22年以前              | 明治22年4月1日 | 明治22年 - 大正15年                       | 昭和1年 - 昭和29年  | 昭和31年 - 現在             | 現在   |
| ------------------------- | -------------- | ----------------------------------------- | ------------------- | --------------------------- | ------ |
|                           | 五條町         | 五條町                                    | 五條町              | 昭和32年10月15日 五條市     | 五條市 |
|                           | 野原村         | 野原村                                    | 昭和3年11月3日 町制 | 昭和32年10月15日 五條市     | 五條市 |
|                           | 牧野村         | 牧野村                                    | 牧野村              | 昭和32年10月15日 五條市     | 五條市 |
|                           | 北宇智村       | 北宇智村                                  | 北宇智村            | 昭和32年10月15日 五條市     | 五條市 |
|                           | 宇智村         | 宇智村                                    | 宇智村              | 昭和32年10月15日 五條市     | 五條市 |
|                           | 阪合部村       | 阪合部村                                  | 阪合部村            | 昭和32年10月15日 五條市     | 五條市 |
|                           | 南宇智村       | 南宇智村                                  | 南宇智村            | 昭和34年1月1日 五條市に編入 | 五條市 |
|                           | 阿太村         | 明治24年10月22日 南阿太村                 | 南阿太村            | 昭和32年10月15日 五條市     | 五條市 |
| 明治24年10月22日 大阿太村 | 阿太村         | 大阿太村                                  |                     | 昭和32年10月15日 五條市     | 五條市 |
| 明治24年10月22日 大阿太村 | 阿太村         | 昭和27年7月1日 佐名伝を吉野郡大淀町に編入 |                     | 吉野郡 大淀町               |        |

## 行政

### 歴代郡長
参考文献は明治17年の大阪府宇智吉野郡治一覧概表。
五條郡長→堺県宇智・吉野郡長
| 代 | 氏名 | 就任年月日                | 退任年月日               | 備考         |
| -- | ---- | ------------------------- | ------------------------ | ------------ |
| 1  |      | 明治13年（1880年）4月15日 |                          |              |
|    |      |                           | 明治14年（1881年）2月6日 | 大阪府に移管 |

大阪府宇智・吉野郡長
| 代 | 氏名 | 就任年月日               | 退任年月日                | 備考         |
| -- | ---- | ------------------------ | ------------------------- | ------------ |
| 1  |      | 明治14年（1881年）2月7日 |                           |              |
|    |      |                          | 明治20年（1887年）11月3日 | 奈良県へ移管 |

奈良県宇智・吉野郡長
| 代 | 氏名 | 就任年月日                | 退任年月日                | 備考 |
| -- | ---- | ------------------------- | ------------------------- | ---- |
| 1  |      | 明治20年（1887年）11月4日 |                           |      |
|    |      |                           | 明治30年（1897年）3月31日 | 廃官 |

宇智郡長
| 代 | 氏名 | 就任年月日               | 退任年月日                | 備考                   |
| -- | ---- | ------------------------ | ------------------------- | ---------------------- |
| 1  |      | 明治30年（1897年）8月1日 |                           |                        |
|    |      |                          | 大正15年（1926年）6月30日 | 郡役所廃止により、廃官 |

### 郡役所等
宇智吉野郡役所
- 本庁

　　宇智郡須惠村第60番地
- 上市出張所

　　吉野郡上市村第280番地
- 川津出張所

　　吉野郡川津村第20番地
警察署
- 五條警察署

　　宇智郡五條村547番地
- 五條警察署下市分署

　　吉野郡下市村270番地
- 五條警察署上市分署

　　吉野郡上市村287番地
- 五條警察署阪本分署

　　吉野郡阪本村31番地
- 五條警察署川津分署

　　吉野郡川津村23番地